# Liebelei (1927)
Liebelei ist eine deutsche Stummfilmadaption des gleichnamigen Schauspiels von Arthur Schnitzler. Unter der Regie des Ehepaars Jakob Fleck und Luise Kolm spielt ein von Evelyn Holt, Fred Louis Lerch, Henry Stuart und Hilde Maroff angeführtes, junges Darstellerensemble.

## Handlung
Der Student Fritz Lobheimer hat ein Verhältnis mit der verheirateten Bankiersgattin Doris Velten, einer überaus kapriziösen Frau, für die der schwärmerische Fritz letztlich nur ein Spielzeug ist. Als Lobheimer nach einem Opernbesuch die junge Christine Weyring, die Tochter eines betagten Cellisten, kennenlernt, verliebt er sich ebenso überstürzt in sie wie sie in ihn. Dennoch beendet er nicht die Affäre mit der mondänen Doris. Über dem jungen Glück lastet bald dieser Schatten der noch nicht beendeten Liebelei, von der der eifersüchtige und angesehene Gatte schließlich erfährt. Nachdem der Bankier Beweise für ihre außereheliche Beziehung in Gestalt von Liebesbriefen entdeckt, gibt es für ihn keinen anderen gesellschaftlich akzeptablen Ausweg als den jungen, fast unbedarft zu nennenden Studiosus zu einem Duell herauszufordern, wie es in den erzkonservativen Kreisen Veltens noch immer üblich ist. 
Lobheimers bester Freund, Theodor Kaiser, versucht Fritz davon zu überzeugen, dass es wohl nicht zum Schlimmsten kommen dürfte. Schließlich will Fritz nicht als feige gelten und einfach fliehen, sondern stellt sich dem für ihn Unausweichlichen. Zuvor verabschiedet er sich schweren Herzens von Christine und täuscht als Grund eine unaufschiebbare Reise vor. Fritz überkommt jedoch eine böse Vorahnung. Es kommt zum Duell, bei dem Lobheimer tödlich getroffen wird. Bankier Velten, der seine Ehre wiederhergestellt sieht, zieht von dannen. Als Christine, ein liebes, schlichtes Mädchen mit einem Herzen voller Liebe, den Liebsten in seinem Zimmer tot aufgebahrt liegen sieht, ist sie bis ins Mark erschüttert. In tiefer Verzweiflung und unendlichem Schmerz folgt sie dem erschossenen Geliebten mittels Einnahme von Gift in den Tod.

## Produktionsnotizen
Liebelei entstand zwischen dem 6. Januar und dem 10. Februar 1927 in Berlins Jofa- und Efa-Studios, die Außenaufnahmen zeigen ein winterlich verschneites Wien. Der Film passierte die Zensur am 22. Februar 1927 und wurde am 14. März desselben Jahres in Berlins Primus-Palast Atrium uraufgeführt. Der mit Jugendverbot belegte Siebenakter besaß eine Länge von 2808 Meter. 
Jacques Rotmil gestaltete die Filmbauten.

## Wissenswertes
Die Geschichte weicht ein wenig von der literarischen Vorlage ab, so wurde beispielsweise ein weiterer Handlungsstrang eingefügt und der bei Schnitzler namenlose Duellpartner Lobheimers heißt hier Velten und ist ein Bankier. Außerdem wurde der Handlungsrahmen modernisiert und aus Schnitzlers jungen k.u.k.-Offizieren Lobheimer und Kaiser hier zwei Studenten gemacht.

## Kritiken
Die Besprechungen zu dieser Adaption des häufig verfilmten Literaturklassikers fielen weitgehend positiv aus. Nachfolgend zwei Beispiele:
Die Österreichische Film-Zeitung widmete dieser Neuverfilmung einen längeren Artikel. Dort heißt es: „Schnitzlers … „Liebelei“ … feiert in diesem Film eine ebenso erfolgreiche wie erfreuliche Auferstehung. (…) Trotz verschiedener Veränderungen … kommt das Hauptmerkmal des Werkes, die hervorragende Charakterisierung, auch im Film in stärkster Weise zum Ausdruck. (…) Dies ist einerseits das Verdienst der Regie, … andererseits der Darsteller, deren jeder einzelne eine vortreffliche, dem Wesen der Handlung ausgezeichnet angepaßte Type repräsentiert: Louis Lerch, der den leichtsinnigen Melancholiker gibt …, Vivian Gibson als mondänes Luxusweibchen, … Evelyn Holt, das typische blonde deutsche Mädchen, das in seiner schlichten Einfachheit Unverdorbenheit bei dem jungen Mann die gleiche tiefe Liebe voraussetzt, die es für ihn empfindet ….“
Wiens Arbeiter-Zeitung schreibt, der Film erziele „geschlossene und starke Wirkung vor allem durch die ausgezeichnete filmdramaturgische Umgestaltung des Stückes durch die Manuskriptverfasser Juttke und Klaren. Um sieben Filmakte zu füllen, mußten die äußeren Vorgänge des Dramas natürlich breiter ausgesponnen werden. Besonders wurde der „fremde Herr“ und seine Frau in den Vordergrund geschoben. (…) Das Regisseurehepaar J. und L. Fleck verzichtete auf grelle Mittel und arbeitete recht gediegen. (…) Evelyn Holt mimt die Christine schlicht und ergreifend … Herr Scholz hingegen macht schlechtes Theater …“